# 川之江町
川之江町（かわのえちょう）は、かつて愛媛県宇摩郡にあった町である。本項では町制前の名称である川之江村（かわのえむら）についても述べる。

## 沿革
- 1889年（明治22年）12月15日 - 町村制の施行により、川之江村の区域をもって、川之江村が発足する。
- 1898年（明治31年）11月21日 - 川之江村が町制施行して川之江町となる。
- 1954年（昭和29年）
  - 3月31日 - 二名村を編入する。
  - 11月1日 - 川之江町、金生町、上分町、妻鳥村、金田村及び川滝村が合併して、川之江市が発足する。同日、川之江町が廃止。